# Mokraćovod
Mokraćovod (lat. ureter) je parni mišićni cjevasti organ (vod), dug 27 - 30 cm i 0,3 cm širok, koji odvodi mokraću iz bubrega do mokraćnog mjehura i dio je mokraćnog sustava. 
Razlikujemo:
- abdominalni dio mokraćovoda (lat. pars abdominalis) - koji se nalazi u području trbuha
- zdjelični dio mokraćovoda (lat. pars pelvina) - koji se nalazi u zdjelici
- intramuralni dio mokraćovoda (lat. pars intramuralis) - koji prolazi kroz stijenku mokraćnog mjehura

Mišićna cijev koja je građena od glatkih mišićnih stanica, iznutra je obložena sluznicom prijelaznog epitela. Lumen mokraćovoda je zvjezdolik zato što je sluznica nabrana u uzdužne nabore. Izvana mokraćovod oblaže fibrozno vezivno tkivo (lat. tunica adventitia).